# Semi Ojeleye
Jesusemilore Talodabijesu «Semi» Ojeleye (Overland Park, Kansas, 5 de diciembre de 1994) es un baloncestista estadounidense, de padres nigerianos, que pertenece a la plantilla del Estrella Roja de Belgrado de la ABA Liga. Con 2,01 metros de estatura, juega en la posición de alero.

## Trayectoria deportiva

### Primeros años
Jugó en su etapa de secundaria en el Ottawa High School de Ottawa (Kansas), donde jugó cuatro años en los que batió los récords del estado de puntos en una carrera (2.763) y el de puntos en una temporada sénior (952). Llevó a su equipo a disputar los cuatro años la final estatal, acabando con un balance de 94 victorias y 10 derrotas. En su última temporada promedió 38,1 puntos, 8,5 rebotes, 2 asistencias y 2 robos de balón. Fue elegido por la revista Parade como Jugador Nacional del Año.

### Universidad
Jugó una temporada con los Blue Devils de la Universidad de Duke, en la que apenas contó para su entrenador Mike Krzyzewski. Tras seis partidos de su temporada sophomore solicitó ser transferido, y en diciembre fue enviado a los Mustangs de la Universidad Metodista del Sur, más conocida como SMU, donde debido a las reglas de la NCAA tuvo que estar el resto de la temporada y la siguiente sin poder jugar.
En su nuevo equipo jugó una única temporada, en la que promedió 18,9 puntos, 6,8 rebotes y 1,5 asistencias por partido, siendo elegido Jugador del Año de la American Athletic Conference.
Al término de la temporada se declaró elegible para el draft de la NBA, renunciando a su último año de universitario, pero dejó la puerta abierta a su retorno al no contratar agente.

#### Estadísticas
| Año     | Equipo | PJ | PT | MPP  | %TC  | %3P  | %TL  | RPP | APP | ROB | TPP | PPP  |
| ------- | ------ | -- | -- | ---- | ---- | ---- | ---- | --- | --- | --- | --- | ---- |
| 2013–14 | Duke   | 17 | 0  | 4.7  | .500 | .571 | .909 | .9  | .1  | .2  | .2  | 1.6  |
| 2014–15 | Duke   | 6  | 0  | 10.5 | .278 | .250 | .571 | 2.3 | .2  | .5  | .0  | 3.0  |
| 2016–17 | SMU    | 35 | 35 | 34.1 | .488 | .424 | .785 | 6.8 | 1.5 | .4  | .4  | 18.9 |
| Total   | Total  | 58 | 35 | 23.1 | .480 | .415 | .785 | 4.6 | 1.0 | .4  | .3  | 12.2 |

### Profesional

#### NBA
Fue elegido en la trigésimo séptima posición del Draft de la NBA de 2017 por los Boston Celtics. Debutó en la NBA el 17 de octubre de 2017 con una derrota ante los Cleveland Cavaliers por 102-99. Durante la temporada regular, Semi promedió 2,7 puntos con un porcentaje de 34,6% en tiros de campo, pero destacando en su faceta defensiva. Salió titular por primera vez en el 5.º partido de primera ronda de Playoffs ante los Milwaukee Bucks, dejando a Giannis Antetokoumpo en solamente 16 puntos. 
Tras cuatro temporadas y 292 partidos con los Boston Celtics, el 6 de agosto de 2021, firmó con Milwaukee Bucks con un contrato mínimo de un año para veteranos. Acabaría jugando solamente 20 partidos con el conjunto del estado de Wisconsin, promediando 2,9 puntos y 2,9 rebotes en una media de 15,4 minutos. Ya que el 10 de febrero de 2022 es traspasado a Los Angeles Clippers en un acuerdo entre cuatro equipos. El 27 de marzo es cortado por los Clippers tras 10 encuentros, en los que promedió 4,1 puntos con un 44% en tiros de 3 en 9,8 minutos de juego.

#### Europa
El 28 de julio de 2022, firma un contrato de dos años con la Virtus Bologna de la Lega Basket Serie A (LBA) italiana y la Euroliga.El 29 de septiembre de 2022, después de haber eliminado al Olimpia Milano en semifinales, la Virtus consiguió su tercera Supercopa de Italia, venciendo al Dinamo Sassari por 72-69 logrando su segunda consecutiva tras haberla ganado también en el año 2021. Semi fue nombrado MVP de la competición tras promediar 14 puntos y 6,5 rebotes en los dos partidos del torneo con una media de 30 minutos por partido.
El 1 de julio de 2023 firma por el Valencia Basket de la Liga Endesa y la Euroliga, tras que el conjunto valenciano pagase su cláusula de 300.000€. Tras una magnífica temporada individualmente en la que promedió 12,8 puntos y 3,9 rebotes en 22:34 minutos de media en Liga Endesa además de 13,3 puntos y 4,4 rebotes en 22 minutos de media en Euroliga, y después de varios rumores por el alto interés de clubes como el Estrella Roja, en mayo de 2024, decide renovar con el conjunto taronja hasta 2026 sin ninguna cláusula de salida a equipo Euroliga.
El 30 de junio de 2025 fichó por el Estrella Roja de Belgrado de la ABA Liga.

## Estadísticas de su carrera en la NBA

### Temporada regular
| Año     | Equipo        | PJ  | PT | MPP  | %TC  | %3P  | %TL  | RPP | APP | ROB | TPP | PPP |
| ------- | ------------- | --- | -- | ---- | ---- | ---- | ---- | --- | --- | --- | --- | --- |
| 2017-18 | Boston        | 73  | 0  | 15.8 | .346 | .320 | .610 | 2.2 | .3  | .3  | .1  | 2.7 |
| 2018-19 | Boston        | 56  | 3  | 10.6 | .424 | .315 | .615 | 1.5 | .4  | .2  | .1  | 3.3 |
| 2019-20 | Boston        | 69  | 6  | 14.7 | .408 | .378 | .875 | 2.1 | .5  | .3  | .1  | 3.4 |
| 2020-21 | Boston        | 56  | 15 | 17.0 | .403 | .367 | .750 | 2.6 | .7  | .3  | .0  | 4.6 |
| 2021-22 | Milwaukee     | 20  | 0  | 15.4 | .257 | .268 | .769 | 2.9 | .3  | .3  | .3  | 2.9 |
| 2021-22 | L.A. Clippers | 10  | 0  | 9.8  | .414 | .444 | .813 | 1.6 | .4  | .2  | .1  | 4.1 |
| Total   | Total         | 284 | 24 | 14.5 | .384 | .344 | .717 | 2.2 | .4  | .3  | .1  | 3.4 |

### Playoffs
| Año   | Equipo | PJ | PT | MPP  | %TC  | %3P  | %TL   | RPP | APP | ROB | TPP | PPP |
| ----- | ------ | -- | -- | ---- | ---- | ---- | ----- | --- | --- | --- | --- | --- |
| 2018  | Boston | 17 | 3  | 13.5 | .303 | .273 | .857  | 1.6 | .1  | .2  | .0  | 1.9 |
| 2019  | Boston | 6  | 0  | 5.7  | .444 | .600 | 1.000 | .3  | .3  | .0  | .0  | 2.2 |
| 2020  | Boston | 13 | 0  | 9.4  | .350 | .217 | 1.000 | .9  | .1  | .2  | .0  | 1.6 |
| 2021  | Boston | 2  | 0  | 6.0  | .000 | .000 | .500  | .0  | .0  | .5  | .5  | .5  |
| Total | Total  | 38 | 3  | 10.5 | .284 | .264 | .846  | 1.1 | .1  | .2  | .1  | 1.8 |